# Leptonetela mengzongensis
Espèce
Leptonetela mengzongensis est une espèce d'araignées aranéomorphes de la famille des Leptonetidae.

## Distribution
Cette espèce est endémique du Guizhou en Chine,.

## Étymologie
Son nom d'espèce, composé de mengzong et du suffixe latin -ensis, « qui vit dans, qui habite », lui a été donné en référence au lieu de sa découverte, Mengzong.

## Publication originale
- Wang & Li, 2011 : A further study on the species of the spider genus Leptonetela (Araneae: Leptonetidae). Zootaxa, no 2841, p. 1-90.